# 新視野二號

各种海王星外天體的例子。

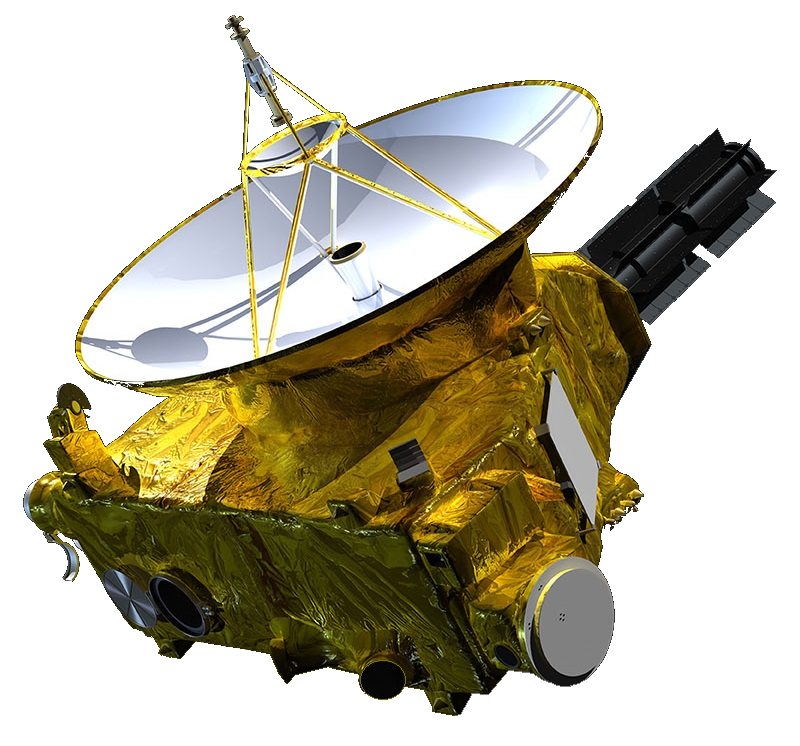
第一艘新视野号航天器的设计

新視野二號（New Horizons 2）是美國太空總署提出的探測計畫，目標是木星、天王星與外海王星天體 。该计划最终没有得到执行。

## 概述
新視野二號原本计划在2008年至2009年間发射，计划耗资5.5亿美元。新視野二號計劃利用新視野號相同設計來製造探測船，於2008年3月19日發射離開地球，2009年8月12日飛越木星，2015年10月7日飛越天王星，於2020年9月15日飛抵1999 TC36 。1999 TC36體積龐大，連它的衛星也大過其它柯伊伯带天體兩至三倍以上，甚俱科學探測價值。新視野二號飛越1999 TC36後，還可以觀察一至四顆柯伊伯带天體。
新視野二號探測船計劃優點在於一次觀測就能探訪多顆天體，如果錯過這次機會，下次天王星─柯伊伯带天體巡航要等到2050年才能發射。因探測船是利用現成設計，省卻大量研究經費及時間。美國國會於2004年9月下旬，追加撥款當作新視野二號計劃之可行性研究。
美國太空總署的外行星評審小組（Outer Planet Assessment Group）於2005年5月5日提交新視野二號計劃可行性報告書。報告認為計劃在技術上是可行的，但探測船於2008年或以後的一段時間，發射昇空的機會並不樂觀。報告書主要內容為：美國太空總署缺乏現成的核能發電機給外太空探測船使用。按照目前已批准的訂單和預算中，美國太空總署要至2010年才有新發電機供應，而探測船則最快也要等到2011年才能昇空。若探測船推遲至2011年才昇空，則意味着探測船將錯過2008年3月19日至2009年5月1日之間所有發射窗口，探測船不能借用木星和天王星的重力吸引，加速前進，而只可以直接飛去往柯伊伯带，估計需時最少十五年時間。最终，任务被搁置。